# عوض عبد الرحمن
عوض عبد الرحمن هو لاعب كرة قدم مصري سابق، لعب لنادي الإسماعيلي. فاز عوض بلقب هدّاف الدوري المصري الممتاز في ثالث موسم للدوري (1950–51) بعد أن أحرز 12 هدفًا.